# Boris - Il film
(Tagline del film)
Boris - Il film è un film del 2011 scritto e diretto da Giacomo Ciarrapico, Mattia Torre e Luca Vendruscolo.
L'opera, tratta dalla serie televisiva Boris e interpretata in gran parte dallo stesso cast, mette in scena il dietro le quinte di una produzione cinematografica nell'Italia dei primi anni 10 del XXI secolo. Pur essendo la prosecuzione degli eventi narrati nelle prime tre stagioni della serie originaria, la pellicola propone un nuovo contesto narrativo, ugualmente godibile anche dai neofiti dell'universo borisiano.
Il film ha vinto un Nastro d'argento e un Ciak d'oro, entrambi per la migliore attrice non protagonista, grazie a Carolina Crescentini.

## Trama
René Ferretti è sul set della fiction televisiva Il giovane Ratzinger, interpretata da Stanis La Rochelle. Già disilluso dall'infima qualità dello sceneggiato, il regista prende a pretesto l'ennesima imposizione dall'alto di Lopez e della rete – una scena da girare al rallentatore, in cui il futuro pontefice corre felice tra i campi – per abbandonare il progetto e lasciare il mondo della televisione. Nei mesi successivi René si ritira a vita privata, depresso e in crisi; ma proprio quando è convinto di essere ormai fuori dal giro che conta, l'amico Sergio, deciso a dare una svolta alla sua vita dopo avere superato un infarto, gli confida di essere riuscito a ottenere i diritti del best seller d'inchiesta La casta: dopo anni passati a girare fiction di quart'ordine, i due vedono finalmente l'occasione di emanciparsi dal mondo del piccolo schermo per sfondare al cinema, girando un vero film d'autore, «alla Gomorra».
Presentano quindi il progetto a Lopez, ormai triste e complessato dopo essere stato demansionato alla sezione cinema, il quale, desideroso di riconquistare il suo vecchio ruolo dirigenziale, sembra convincere la rete a dare credito all'operazione. René inizia quindi vari contatti per stendere una sceneggiatura, ma alla fine è costretto a rivolgersi al suo abituale trio di scrittori, i quali lo mettono di fronte al primo compromesso e lo convincono a girare una cosiddetta «impepata di cozze», cioè non una vera opera d'inchiesta bensì un film solo metaforico e allusivo.
Il tutto si rivela lo stesso molto interessante, tanto che il regista ottiene i migliori collaboratori sulla piazza; perfino Marilita Loy, la più grande attrice italiana del momento, accetta di prendere parte al progetto. René dà così il benservito al suo storico gruppo di lavoro, portandosi dietro solo Alessandro e Arianna – da par loro, ancora alle prese coi loro mai sopiti sentimenti –, e si getta nella nuova avventura. I suoi sogni artistici, tuttavia, s'infrangono già nei primi giorni di riprese, quando si rende conto di essere alla mercé di professionisti che lo considerano solo un modesto mestierante. Il clima sul set si fa ogni giorno sempre più teso, complici anche le continue irruzioni di Stanis intestarditosi nel volere interpretare a tutti i costi Gianfranco Fini. Arrivato al limite della sopportazione, René caccia in malo modo tutti ma, per continuare nelle riprese, assai controvoglia, è costretto a richiamare la sua vecchia e scalcinata troupe televisiva.
Nonostante i problemi e la confusione, il regista riesce comunque a portare a casa le scene, fronteggiando anche l'improvvisa insicurezza sul set di Marilita. Le cose sembrano andare per il verso giusto, tanto che Sergio riesce persino a scritturare il giovane attore emergente Francesco Campo. Ciò nasconde però un lato sgradito: appartenendo alla stessa agenzia, assieme a lui è compresa nel "pacchetto" anche Corinna Negri, la «cagna maledetta» che tanto li aveva fatti penare ai tempi del piccolo schermo.
René cede anche stavolta, ricorrendo a mille stratagemmi pur di mascherare alla cinepresa la pessima recitazione della ragazza. I sacrifici sono tuttavia ripagati dalle magistrali interpretazioni di Campo il quale però, schiavo dell'eroina, muore improvvisamente nel mezzo delle riprese. Ai funerali dell'attore, René e Sergio scoprono che Lopez li ha raggirati, poiché la rete non ha mai avallato il loro progetto: la notizia è quasi fatale a Sergio, vittima di un nuovo attacco di cuore. Con l'amico in fin di vita e la produzione bloccata, il regista affronta a muso duro il dirigente e lo costringe ad assumersi le sue responsabilità.
Lopez elabora quindi un'ardita soluzione per salvare il tutto, proponendo alla rete di trasformare quanto girato fin lì in un cinepanettone. Inaspettatamente, questa si mostra entusiasta all'idea e dà subito il benestare alla cosa. René si arrende per l'ultima volta al sistema e, con l'aiuto del collega Glauco, reinventa la sua opera d'autore in un commerciale Natale con la casta, adesso basato esclusivamente su una comicità greve e superficiale nonché sullo sfoggio gratuito di bellezze femminili. All'anteprima, il film si rivela un successo di pubblico; soltanto René, paradossalmente, sembra essere l'unico schifato dal risultato finale. Il regista capisce così che la gente del cinema è forse peggiore di quella della televisione, sicché decide di tornare nel suo vecchio mondo, riprendendo in mano Il giovane Ratzinger e girando quella sequenza al rallentatore, stavolta senza battere ciglio.

## Produzione

### Regia

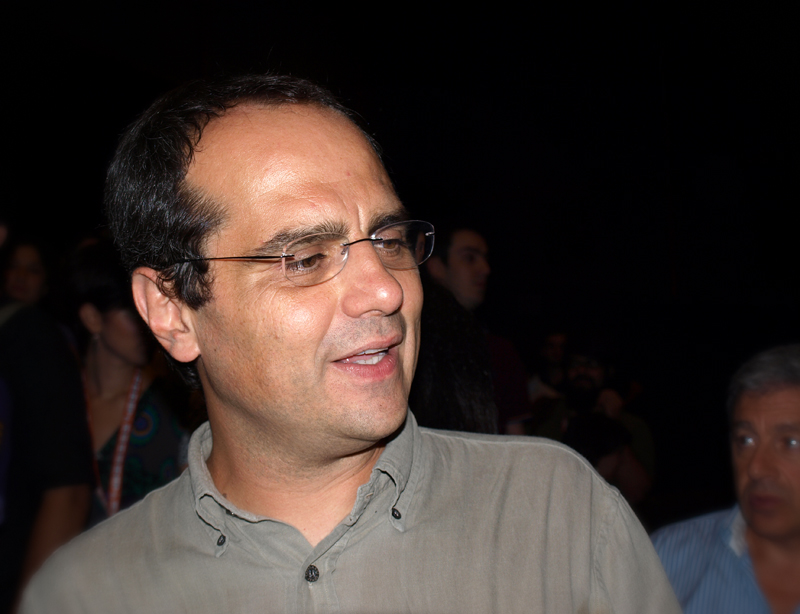
Luca Vendruscolo, regista e sceneggiatore del film assieme a Giacomo Ciarrapico e Mattia Torre.

Boris - Il film riprende le vicende dell'omonima serie televisiva, spostandone l'attenzione dal mondo della televisione a quello del cinema.
I tre registi, Giacomo Ciarrapico, Mattia Torre e Luca Vendruscolo, hanno cercato il modo migliore per far sì che anche il pubblico privo del retaggio della serie TV potesse ugualmente apprezzare la pellicola. Come l'opera televisiva, anche il film vuole utilizzare il microcosmo di una produzione – in questo caso, cinematografica – come pretesto per analizzare, nella maniera più ampia e meno autoreferenziale possibile, l'Italia del tempo. Il racconto della cosiddetta classe lavoratrice del bel paese non ha implicato un registro stilistico giocoforza serioso: similmente alla serie TV, è stata adottata una regia sui toni della commedia, a tratti perfino farsesca; d'ispirazione sono stati i precedenti lavori sul tema di Ken Loach.
La pellicola cerca però anche di staccarsi dalla serie madre, proponendo una storia volutamente diversa. Ciò è evidente in diversi aspetti, come la rinuncia alla classica colonna sonora della serie TV, rifuggendo inoltre da precedenti espedienti comici già trattati sul piccolo schermo. Come detto, nel film l'analisi passa dalla televisione al mondo della settima arte oltreché della corrente culturale a essa collegata, mettendone a nudo gli aspetti meno edificanti.

### Cast

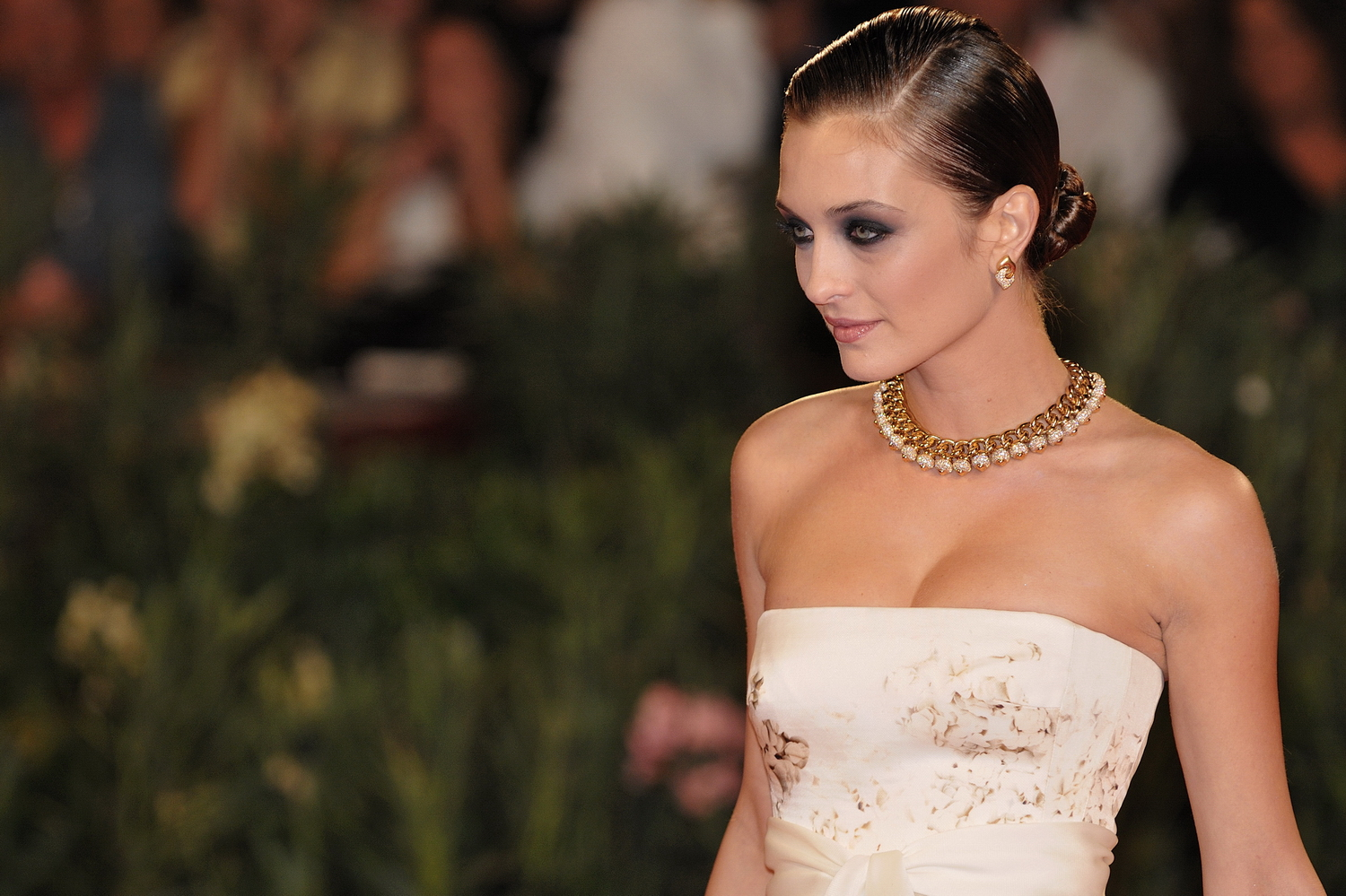
Carolina Crescentini, premiata come migliore attrice non protagonista ai Nastri d'argento e al Ciak d'oro per l'interpretazione di Corinna Negri.

Il cast principale della pellicola è pressoché lo stesso della serie TV. Tra gli altri attori di Boris, Massimiliano Bruno (Nando Martellone), Karin Proia (Karin) ed Eugenia Costantini (Cristina) partecipano al film in ruoli minori, mentre Arnaldo Ninchi (Il Dottor Cane) e Angelica Leo (Fabiana) compaiono solo in dei fugaci camei. Le new entry del gruppo sono Claudio Gioè, interprete della star emergente Francesco Campo, e Rosanna Gentili, la quale nei panni di Marilita Loy propone una non troppo velata parodia di Margherita Buy.
Per quanto riguarda i camei dei fan di Boris, il compositore Nicola Piovani compare durante una partita a poker coi tre sceneggiatori, in cui perde l'Oscar vinto nel 1999 per La vita è bella; il rapper Frankie hi-nrg mc interviene brevemente durante l'orazione funebre di Francesco Campo, nel ruolo di un amico di quest'ultimo; infine l'attore e doppiatore Massimo Popolizio interpreta un decano del teatro italiano che, pur di guadagnare, è costretto a recitare in un improbabile cinepanettone "spaziale".
I figli di Augusto Biascica, ovvero Arturo, "Francesco Totti" e "la femmina" sono interpretati dai veri figli di Paolo Calabresi.

## Distribuzione
L'uscita del film, inizialmente prevista per il 20 novembre 2010, è stata in seguito posticipata al 1º aprile 2011.

## Riconoscimenti
- 2011 – Nastro d'argento
  - Migliore attrice non protagonista a Carolina Crescentini (ex aequo per 20 sigarette)[4]
  - Candidato alla migliore commedia[5]

- 2011 – Ciak d'oro
  - Migliore attrice non protagonista a Carolina Crescentini[6]